# 附肢骨骼
附肢骨骼（appendicular skeleton）又称附肢骨、肢骼，是脊椎动物的骨骼系统的一部分，由支撑肢体活动的内骨骼组成，相对于中轴骨骼。
每一组附肢骨骼从近端到远端可以分为带骨（girdle，包括胸带和盆带）、肢骨（包括臂骨、腿骨）、手、脚的骨骼，每部分有多块骨头，其间以软骨、韧带和关节相连。

## 人类的附肢骨骼
人體骨架的206块骨头中有126块属于附肢骨骼，通过軟骨內成骨过程，从软骨发育而来。
人类的附肢骨骼大致可分为：
上肢
- 胸帶（4塊骨頭）：左右鎖骨（2）和肩胛骨（2）。
- 上臂和前臂（6塊骨頭）：左右肱骨（2）、尺骨（2）和橈骨（2）。
- 手（54塊骨頭）：左右腕骨（16）、掌骨（10）、近端指骨（10）、中間指骨（8）和遠端趾骨（10）。

下肢
- 盆带（2塊骨頭）：左右髖骨（2），在发育过程中分别由髂骨、坐骨和耻骨融和而成。
- 大腿和小腿（8塊骨頭）：左右股骨（2）、髕骨（2）、脛骨（2）和腓骨（2）。
- 腳和腳踝（52塊骨頭）：左右跗骨（14）、蹠骨（10）、近端趾骨（10）、中間趾骨（8）和遠端趾骨（10）。